# Percoidei
Percoidei é uma das 18 subordens de peixes ósseos da ordem Perciformes. Muitas pescarias comerciais importantes são dirigidas a peixes pertencentes a este agrupamento taxonómico.

## Taxonomia
A subordem Percoidei é subdividida em três superfamílias,as quais contêm mais de 50 famílias e centenas de géneros.
- Subordem Percoidei
  - Superfamília Percoidea
    - Acropomatidae
    - Ambassidae
    - Apogonidae
    - Arripidae
    - Banjosidae
    - Bathyclupeidae
    - Bramidae
    - Caesionidae
    - Callanthiidae
    - Carangidae
    - Caristiidae
    - Centracanthidae
    - Centrarchidae
    - Centropomidae
    - Chaetodontidae
    - Coryphaenidae
    - Datnioididae
    - Dichistiidae
    - Dinolestidae
    - Dinopercidae
    - Drepaneidae
    - Echeneidae
    - Emmelichthyidae
    - Enoplosidae
    - Epigonidae
    - Gerreidae
    - Glaucosomatidae
    - Grammatidae
    - Haemulidae
    - Howellidae
    - Inermiidae
    - Kuhliidae
    - Kyphosidae
    - Lactariidae
    - Lateolabracidae
    - Latidae
    - Leiognathidae
    - Leptobramidae
    - Lethrinidae
    - Lobotidae
    - Lutjanidae
    - Malacanthidae
    - Menidae
    - Monodactylidae
    - Moronidae
    - Mullidae
    - Nandidae
    - Nematistiidae
    - Nemipteridae
    - Notograptidae
    - Opistognathidae
    - Oplegnathidae
    - Ostracoberycidae
    - Pempheridae
    - Pentacerotidae
    - Percichthyidae
    - Percidae
    - Plesiopidae
    - Polycentridae
    - Polynemidae
    - Polyprionidae
    - Pomacanthidae
    - Pomatomidae
    - Priacanthidae
    - Pseudochromidae
    - Rachycentridae
    - Sciaenidae
    - Scombropidae
    - Serranidae
    - Sillaginidae
    - Sparidae
    - Symphysanodontidae
    - Terapontidae
    - Toxotidae

  - Superfamília Cirrhitoidea
    - Aplodactylidae
    - Cheilodactylidae
    - Chironemidae
    - Cirrhitidae
    - Latridae

  - Superfamília Cepoloidea
    - Cepolidae